# Laurentius Nicolai Blackstadius
Laurentius Nicolai Blackstadius, född 23 augusti 1590 i Kumla i Närke, död 19 maj 1640 i Falun i Dalarna, var en svensk präst, konrektor och magister. Han var kyrkoherde i Stora Kopparbergs församling.
Laurentius Nicolai Blackstadius var född i Blacksta socken i Södermanland och utbildade sig till präst. Han var son till bonden Nils Nilsson och Elin Olofsdotter. Fastän han var yngst bland de sökande blev han utnämnd till kyrkoherde i Stora Kopparbergs församling, en församling i Falu-Nedansiljans kontrakt, där han var kyrkoherde 1625–1640.

## Lärare och präst

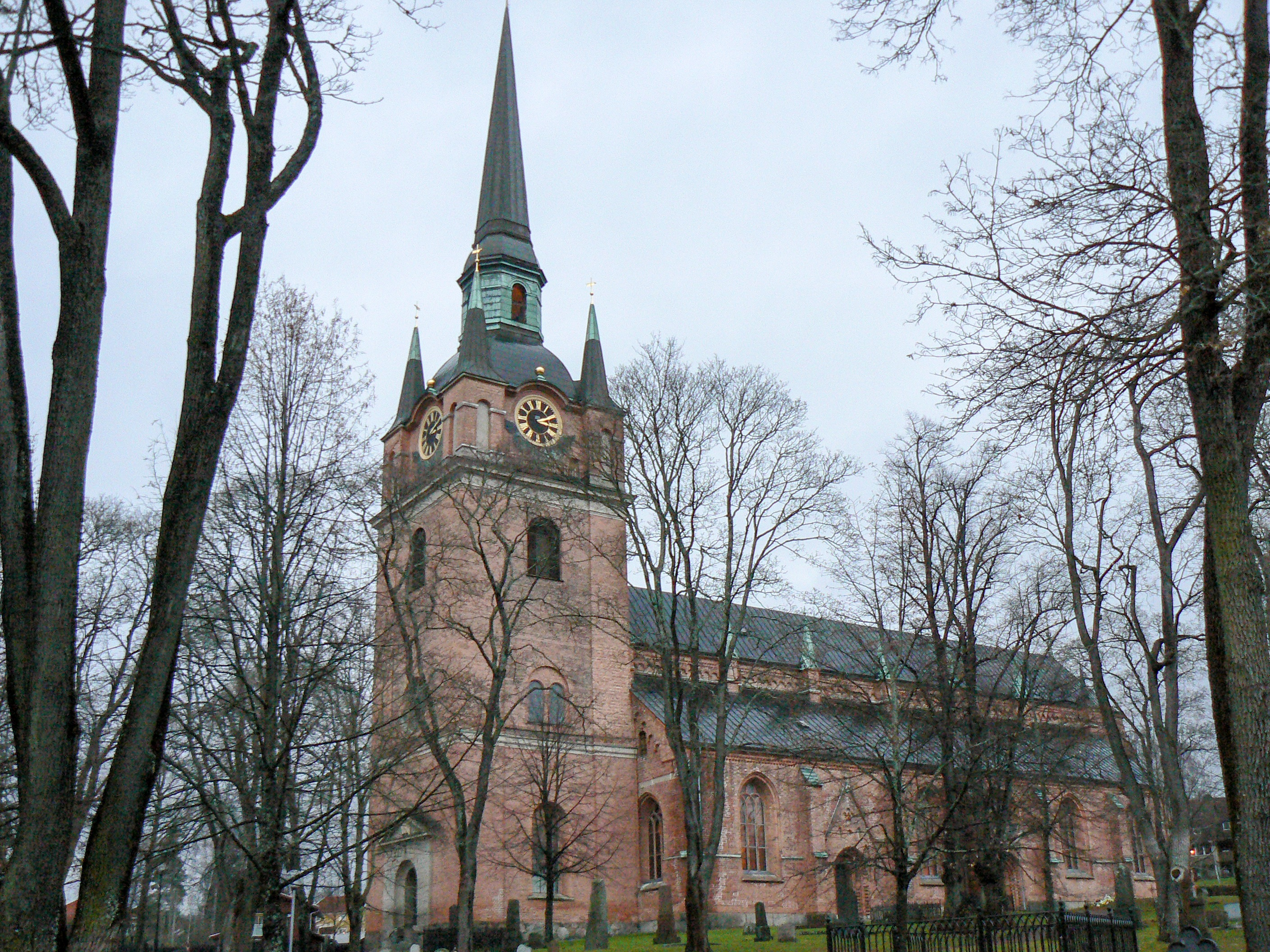
Stora Kopparbergs kyrka i Falun där Blackstadius var kyrkoherde.

År 1618 var Blackstadius konrektor vid Västerås skola, Rudbeckianska gymnasiet. Han var kyrkoherde i Stora Kopparbergs församling 1625–1640. Blackstadius avled den 9 maj 1640 efter ett slaganfall i predikstolen. Enligt herdaminnet 1844 var han "en ordentlig, strängt arbetsam pastor, med mycken sorgfällighet".

## Giftermål och barn
Laurentius Nicolai Blackstadius gifte sig 1619 med Anna Johannesdotter Plantina (1602–1633). Den 8 juli 1622 föddes dottern Catharina Blackstadia och 1626 dottern Anna Blackstadia. Hustrun Anna Plantina, som var född i Arboga, avled den 25 december 1633 i Stora Kopparberg. Året därefter, 1634, gifte han om sig med Anna Unosdotter Troilia (1621–1666). Hon var född 7 juli 1621 på Prästgården i Leksand och var bara 13 år då hon gifte sig med den 44-årige änklingen. Anna Troilia blev så småningom mor till fyra barn. De hann få sonen Uno Blackstadius 1639 innan Laurentius Nicolai Blackstadius själv avled 1640. Hon gifte om sig två gånger: med borgmästaren i Falun Henric Teet (död 1657) och med biskopen i Västerås Nicolaus Rudbeckius (1622-1676)
Några kända ättlingar till Laurentius Nicolai Blackstadius är bröderna  Lars Fredrik Blackstadius (1814–1881), som var bryggare och destillator samt ägare av Äppelvikens gård i Bromma, och Johan Zacharias Blackstadius (1816–1898) som var konstnär och grafiker samt lärare vid Tekniska skolan.